# Гведи
Гведи (груз. ღვედი) — село в Грузии, на территории Хонийского муниципалитета края (мхаре) Имеретия.

## География
Село находится в западной части Грузии, на правом берегу реки Цхенисцкали, на расстоянии 29 километров к северо-востоку от города Хони, административного центра муниципалитета. Абсолютная высота — 407 метров над уровнем моря.

## Население
По результатам официальной переписи населения 2014 года, в Гведи проживал 71 человек (37 мужчин и 34 женщины). В национальной структуре населения грузины составляли 100 %.
| Год  | Население, человек |
| ---- | ------------------ |
| 2002 | 190                |
| 2014 | ↘ 71               |